# 1-я Владимирская улица
Пе́рвая Влади́мирская улица — улица в районе Перово, в Восточном округе города Москвы.

## Название
Названа 30 августа 1950 года по названию Владимирского посёлка, который располагался на этом месте. Посёлок получил название по Владимирскому шоссе (ныне шоссе Энтузиастов).

## Описание
Первая Владимирская улица расположена в Перово между Шоссе Энтузиастов и Перовской улицей. Пересекает улицу Металлургов, Федеративный проспект, 4-й проезд Перова поля, Зелёный проспект, Братскую и Утреннюю улицы.
Длина Первой Владимирской улицы составляет 1,9 км. По улице значится 137 домов. Нумерация домов начинается от Шоссе Энтузиастов.

## Здания на улице
- Электротяговая подстанция № 33 ГУП «Мосгортранс» на 1-й Владимирской улицеДом 10 — Спортивный клуб «Луч»

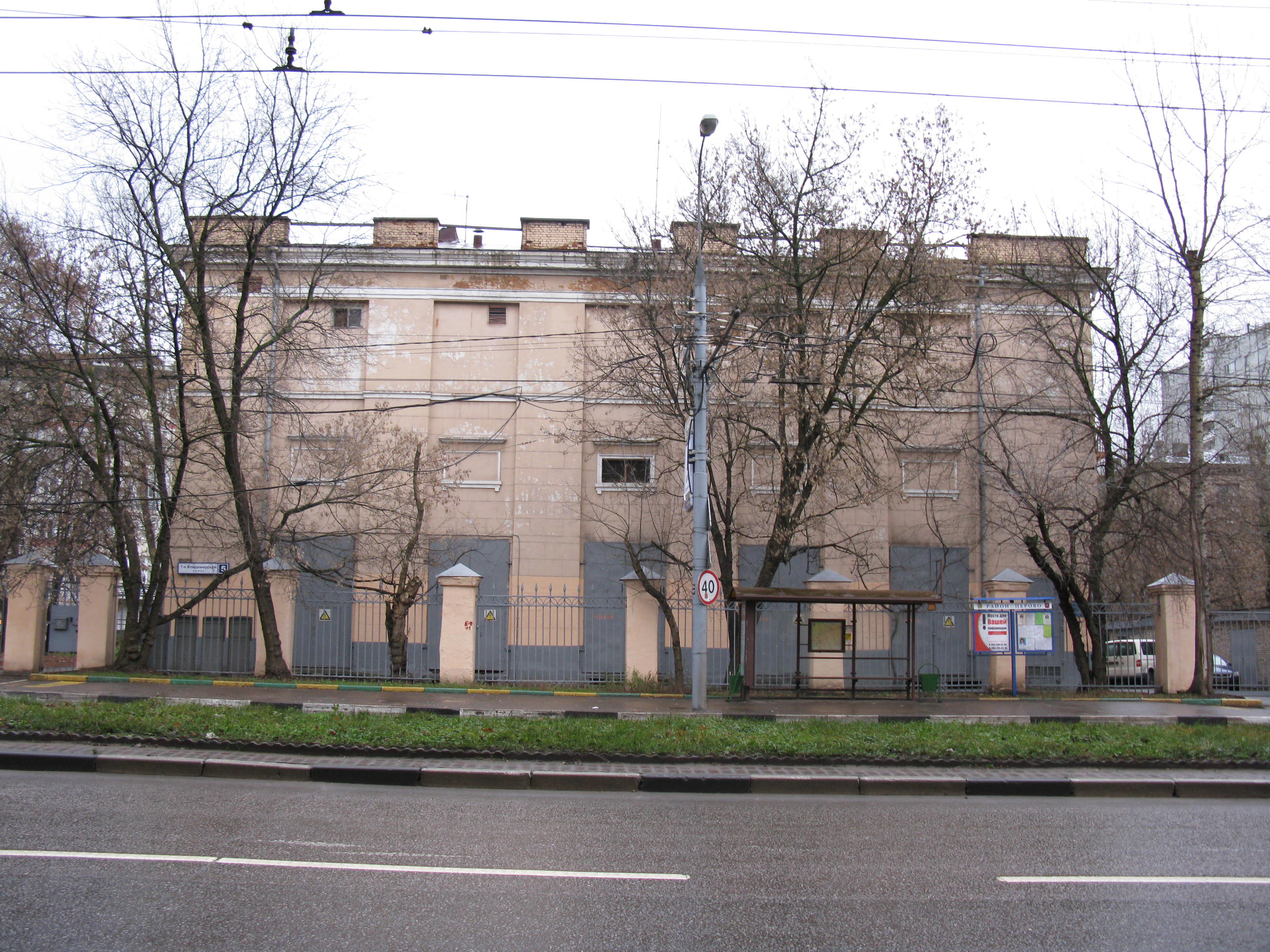
Электротяговая подстанция № 33 ГУП «Мосгортранс» на 1-й Владимирской улице

- Дом 12к1 - Выставочный зал истории войны в Афганистане
- Дом 13 — Школа № 1852 (1 здание)
- Дом 14а — Детский сад № 354
- Дом 15а — Детский сад № 1216
- Дом 15к3 — Библиотека № 123
- Дом 20 — Дворец творчества детей и молодёжи «Восточный». Бывший Дворец пионеров и школьников (1984—1986, архитектор В. В. Лебедев, совместно с Ю. Н. Коноваловым, И. К. Чаловым, Е. Мартиной)
- Дома 24к1, 26к1, 26к2, 28 и 30 — ансамбль Немецкого городка в Перово. Дома послевоенной постройки
- Дом 26б — Отделение УФМС района «Перово». Здание бывшего детского сада, входящего в состав комплекса Немецкого городка
- Дом 29к1 — Музыкальная школа № 99 им. Н. П. Будашкина.

## Почтовые индексы
- 111123 — № 1-14, 16, 18, 20а
- 111141 — № 22/1, 22/2, 24/1, 24/2, 26/1, 26/2, 28, 30/13, 39/12, 41, 43/2, 45/1, 47
- 111401 — № 15 корп.1-3, 17, 17а, 19/1, 21, 23 корп.1-3, 25 корп.1-3, 27 корп.1, 27 корп.2, 29 корп.1, 29 корп.2, 31, 33 корп.1, 33 корп.2, 35 корп.1, 35 корп.2, 37/15

## Транспорт
- Автобусы: № т53, 7, 131, 659
- Станция метро Перово (Калининская линия)